# Psychotria ledermannii
Psychotria ledermannii là một loài thực vật có hoa trong họ Thiến thảo. Loài này được (K.Krause) Figueiredo mô tả khoa học đầu tiên năm 2007.